# Lũy thừa năm
Trong số học và đại số, lũy thừa năm của một số n là kết quả của việc nhân năm số n với nhau. Nghĩa là:
n5 = n × n × n × n × n
Lũy thừa năm cũng được hình thành bằng cách nhân một số với lũy thừa bốn của nó. Hoặc nhân bình phương của nó với lập phương của nó.
Chuỗi các số lũy thừa năm của số nguyên là:
0, 1, 32, 243, 1024, 3125, 7776, 16807, 32768, 59049, 100000, 161051, 248832, 371293, 537824, 759375, 1048576, 1419857, 1889568, 2476099, 3200000, 4084101, 5153632, 6436343, 7962624, 9765625,... (chuỗi A000584 trong OEIS)

## Đặc điểm
Chữ số cuối cùng của lũy thừa thứ năm của một số nguyên n, trong hệ đếm cơ số 10, là chữ số cuối cùng của n (hiệu của hai số này luôn là bội số của 10).
Theo định lý Abel-Ruffini, không có công thức đại số chung (công thức biểu thị dưới dạng biểu thức đại số thuần túy: cộng, trừ, nhân, chia và khai căn) cho việc giải phương trình đa thức một ẩn số chứa một lũy thừa bậc năm trở lên của ẩn số. Đây là lũy thừa thấp nhất mà định lý này là đúng.
Cùng với lũy thừa bốn, lũy thừa năm là một trong hai lũy thừa k có thể được biểu thị bằng tổng của k - 1 lũy thừa k khác, cung cấp các mẫu phản ví dụ cho giả thuyết tổng lũy thừa của nhà toán học Leohard Euler. Đặc biệt là phản ví dụ sau đây
275 + 845 + 1105 + 1335 = 1445  (Lander & Parkin, 1966)

## Sách tham khảo
- Råde, Lennart; Westergren, Bertil (2000). Springers mathematische Formeln: Taschenbuch für Ingenieure, Naturwissenschaftler, Informatiker, Wirtschaftswissenschaftler (bằng tiếng Đức) (ấn bản thứ 3). Springer-Verlag. tr. 44. ISBN 3-540-67505-1.
- Vega, Georg (1783). Logarithmische, trigonometrische, und andere zum Gebrauche der Mathematik eingerichtete Tafeln und Formeln (bằng tiếng Đức). Vienna. tr. 358.
- Jahn, Gustav Adolph (1839). Tafeln der Quadrat- und Kubikwurzeln aller Zahlen von 1 bis 25500, der Quadratzahlen aller Zahlen von 1 bis 27000 und der Kubikzahlen aller Zahlen von 1 bis 24000 (bằng tiếng Đức). Leipzig: Verlag von Johann Ambrosius Barth. tr. 241.
- Deza, Elena; Deza, Michel (2012). Figurate Numbers. Singapore: World Scientific Publishing. tr. 173. ISBN 978-981-4355-48-3.
- Rosen, Kenneth H.; Michaels, John G. (2000). Handbook of Discrete and Combinatorial Mathematics. Boca Raton, Florida: CRC Press. tr. 159. ISBN 0-8493-0149-1.
- Prändel, Johann Georg (1815). Arithmetik in weiterer Bedeutung, oder Zahlen- und Buchstabenrechnung in einem Lehrkurse - mit Tabellen über verschiedene Münzsorten, Gewichte und Ellenmaaße und einer kleinen Erdglobuslehre (bằng tiếng Đức). Munich. tr. 264.